# Армения на Паралимпийских играх
Армения на Паралимпийских играх впервые приняла участие в 1996 году на летних Играх в Атланте. На зимних Играх делегация Арменииучаствовала начиная с Игр 1998 года в Нагано (не участвовали в Играх 2022 года). Медалей на Играх спортсмены Армении пока не завоевали.
До 1992 спортсмены Армении участвовали на Паралимпиадах в составе сборной СССР (в 1988) и Объединённой команды бывших советских республик (в 1992).